# Château de Klaipėda
Le château de Klaipėda (en lituanien : Klaipėdos pilis ; en allemand : Memelburg) est un ancien château de l'ordre Teutonique, aujourd'hui détruit, situé à l'embouchure de la lagune de Courlande dans la mer Baltique. Les ruines du complexe à l'emplacement de la ville actuelle de Klaipėda en Lituanie ont été fouillées et sont à visiter.

## Histoire

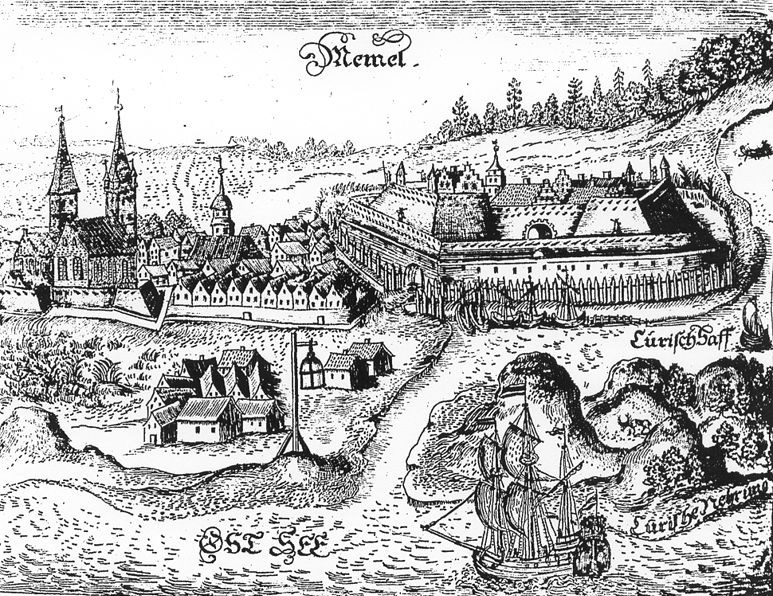
Ville et château de Memel (1684)

Plan de la forteresse (1742)

La forteresse dans les marais du Niémen fut conquis au début du XIIIe siècle par les chevaliers Porte-Glaive afin de protéger la mission chrétienne dans les pays des Coures et des Samogitiens au nord. Après leur défaite écrasante à la bataille du Soleil en 1236, les frères ont été intégrés en tant qu'ordre livonien à l'État monastique des chevaliers Teutoniques.
Un nouveau château en pierre a été édifié vers 1252. L'année suivante, des marchands de Dortmund en Westphalie ont fondé la ville voisine de Memel qui a reçu sa reconnaissance officielle selon le droit de Lübeck en 1258. La forteresse fut détruit par les forces de Ladislas II Jagellon, grand-duc de Lituanie, en 1379 et à nouveau en 1393. Néanmoins, le château reconstruit ne perdit pas son caractère stratégique, même après la défaite de l'ordre teutonique sous la conduite du grand maître Ulrich von Jungingen à la bataille de Grunwald en 1410.
Sous l'égide du duché de Prusse, au milieu du XVIe siècle, le château fut élargi et devint une fortification bastionnée. La forteresse fut dévastée pendant la guerre polono-suédoise en 1623. Elle a été reconstruite en dernier lieu après la guerre de Sept Ans en 1763. Ayant perdu son importance à la fin du XVIIIe siècle, les bâtiments sont démolis.